# 亚小煤炱菌科
亚小煤炱菌科（学名：Meliolinaceae）为座囊菌纲的一科真菌。

## 下属分类
- Briania
- 亚小煤炱菌属 Meliolina